# Chikmagalur
Chikmagalur là một thị xã và là nơi đặt hội đồng thành phố của quận Chikmagalur thuộc bang Karnataka, Ấn Độ.

## Địa lý
Chikmagalur có vị trí 13°19′B 75°47′Đ / 13,32°B 75,78°Đ Nó có độ cao trung bình là 1037 mét (3402 feet).

## Nhân khẩu
Theo điều tra dân số năm 2001 của Ấn Độ, Chikmagalur có dân số 101.022 người. Phái nam chiếm 51% tổng số dân và phái nữ chiếm 49%. Chikmagalur có tỷ lệ 77% biết đọc biết viết, cao hơn tỷ lệ trung bình toàn quốc là 59,5%: tỷ lệ cho phái nam là 80%, và tỷ lệ cho phái nữ là 73%. Tại Chikmagalur, 11% dân số nhỏ hơn 6 tuổi.